# 최태환 (1989년)
최태환(1989년 2월 28일 ~ )은 대한민국의 배우이자 모델이다.

## 출연 작품

### 영화
- 《그 노래》 (2023년) - 요한 역
- 《미션 파서블》 (2021년) - 막내 형사 역
- 《하트》 (2020년) - 제섭 역
- 《탐정 홍길동: 사라진 마을》 (2016년) - 활빈당 길동 부하 1 역
- 《스피드》 (2015년) - 성대성 역

### 드라마
- 《킹더랜드》 (2023년, JTBC) - 서충재 역
- 《꽃선비 열애사》 (2023년, SBS) - 윤구남 역
- 《딜리버리 맨!》 (2023년, 지니 TV)
- 《며느라기2...ing》 (2022년, 카카오TV) - 김철수 역
- 《어사와 조이》 (2021년, tvN) - 박도수 역
- 《안녕? 나야!》 (2021년, KBS2) - 차승석 역
- 《며느라기》 (2020년, 카카오TV) - 김철수 역
- 《싸이코패스 다이어리》 (2019년, tvN) - 신석현 역
- 《초면에 사랑합니다》 (2019년, SBS) - 은정수 역
- 《마녀의 사랑》 (2018년, MBN) - 최민수 역
- 《세가지색 판타지 - 반지의 여왕》 (2017년, MBC) - 마득찬 역
- 《캐리어를 끄는 여자》 (2016년, MBC) - 최훈석 역
- 《마담 앙트완》 (2016년, JTBC) - 성호 역
- 《너를 노린다》 (2015년, SBS) - 이건 역
- 《상상고양이》 (2015년, MBC Every1) - 이완 역
- 《밤을 걷는 선비》 (2015년, MBC) - 호진 역
- 《KBS 드라마 스페셜 - 머리 심는 날》 (2015년, KBS2) - 변인범 역
- 《발레리노》 (2014년, MBC 드라마넷)
- 《마이 시크릿 호텔》 (2014년, tvN) - 장기철 역
- 《신의 퀴즈 4》 (2014년, OCN) - 박수영 역
- 《밀회》 (2014년, JTBC) - 손장호 역
- 《상속자들》 (2013년, SBS) - 이상우 역
- 《KBS 드라마 스페셜 - 습지생태보고서》 (2012년, KBS2) - 상진 역